# Гранд Кеш (Алберта)
Гранд Кеш (енгл. Grande Cache) је варош на крајњем западу централне Алберте у Канади, и припада статистичкој регији Северна Алберта. Варош је удаљена 145 км североисточно од вароши Хинтон и 435 км западно од административног центра провинције Едмонтона. 
Насеље је смештено на платоу на Стеновитим планинама, на надморској висини од 1.280 метара, на реци Смоки. 
Насеље је основано 1969. одлуком провинцијске владе, са циљем интензивнијег развоја рударства у том делу провинције, првенствено зарад отварања нових рудника угља. Насеље је 1983. добило статус вароши 
Према резултатима пописа становништва из 2011. у варошици је живело 4.319 становника у 1.752 домаћинства, 
што је за 14,2% више у односу на попис из 2006. када су регистрована 3.783 становника.
Гранд Кеш је преко локалног ауто-пута 40 повезан са Хинтоном и Гранд Преријем, а на око 20 км источно од града налази се и мањи аеродром.

## Становништво
| 2006. | 2011. |
| ----- | ----- |
| 3.783 | 4.319 |